# 빌리와 용감한 녀석들 2
빌리와 용감한 녀석들 2(Delhi Safari)는 2012년 공개된 인도의 애니메이션 영화이다. 《빌리와 용감한 녀석들》, 《빌리와 용감한 녀석들: 치킨 히어로》와는 직접적으로 관련이 없는 작품이다.
영화의 해외 판매는 판타스틱 필름스 인터내셔널(Fantastic Films International)에서 담당하고 있다. 이 영화는 2012년 12월 7일 미국에서 개봉되었다.

## 줄거리
영화는 인간의 개발로 숲을 잃게 된 동물들이 자신들의 터전을 되찾기 위해 델리로 여정을 떠나는 이야기다. 어린 표범 유비는 아버지 술탄이 인간에게 살해당하는 것을 목격하고, 어머니 베굼과 다른 동물들과 함께 숲을 파괴하는 인간들에게 맞서기로 결심한다. 동물들은 인간의 말을 이해하는 앵무새 알렉스를 찾아, 그를 설득하여 함께 델리로 가서 정부에 도움을 요청하기로 한다.
원숭이 바즈랑기와 그의 '군대', 하와 하와이 새, 곰 바가가 일행에 합류하고, 이들은 기차를 타고 델리로 향한다. 여정 중 박쥐 라주의 도움을 받아 구자라트에 도착하고, 그곳에서 홍학들과 늑대 칼리아의 위협을 겪는다. 칼리아의 함정에 빠질 뻔 하지만 베굼의 도움으로 위기를 넘기고, 알렉스는 목소리를 잃은 척 연기하며 힘든 상황을 모면하려 한다.
동물들은 알렉스의 목소리를 되찾기 위해 온갖 노력을 기울이고, 바즈랑기는 죄책감과 후회 속에서 알렉스를 돕는다. 이 과정에서 알렉스도 자신의 이기심을 깨닫고 동물들을 돕기로 결심한다. 델리로 향하던 중, 인간에게 굴복했던 호랑이의 이야기를 듣고 모두 좌절하지만, 유비의 용기와 희망에 감명받아 다시 용기를 내 델리로 향한다.
마침내 델리에 도착한 동물들은 알렉스를 통해 정부에 자신들의 메시지를 전달한다. 그들의 간절한 호소에 정부는 인간과 동물이 함께 공존할 수 있는 공유지를 조성하게 되고, 숲은 다시 동물들의 안식처가 된다. 영화는 유비가 아버지의 영혼과 재회하고 동물들이 행복하게 살아가는 모습으로 마무리된다.

## 배역

### 오리지널 캐스팅 (힌디어)
- 악샤예 칸나
- 보먼 이라니
- 우르밀라 마톤드카르
- 수닐 셰티
- 산제이 미쉬라

### 영어
- 카를로스 알라스라키톰 케니
- 브래드 개릿
- 버네사 윌리엄스
- 케리 엘위스
- 타라 스트롱
- 제이슨 알렉산더
- 크리스토퍼 로이드
- 제인 린치
- 브라이언 조지
- 로저 크레이그 스미스
- J. B. 블랑크
- 데이브 위튼버그
- 트로이 베이커
- 프레드 태터쇼어
- 트라비스 윌링햄

### 한국어 더빙
- 이소은 - 빌리
- 박성광 - 토토
- 신보라 - 지젤
- 정태호 - 알렉스
- 양선일 - 꿀벌대장

## 사운드트랙

### 힌디어
전체 작사: Sameer. 전체 작곡: Shankar–Ehsaan–Loy
| #  | 제목                         | 가수                                                                            | 재생 시간 |
| -- | ---------------------------- | ------------------------------------------------------------------------------- | --------- |
| 1. | 〈Dil Ki Safari〉            | Shankar Mahadevan, Raman Mahadevan, Shivam Mahadevan, Hamsika Iyer, Swini Khara | 4:17      |
| 2. | 〈Meri Duniya Terey Dam Se〉 | Shekhar Ravjiani, Mahalakshmi Iyer & Shivam Mahadevan                           | 3:58      |
| 3. | 〈Aao Re Pardesi〉           | Karsan Sargathia, Tarannum Mallik                                               | 3:58      |
| 4. | 〈Dhadak Dhadak〉            | Shankar Mahadevan, Raghubir Yadav                                               | 2:14      |
| 5. | 〈Jungle Mein Mangal〉       | Shankar Mahadevan                                                               | 3:05      |

### 영어
전체 작사: John Majkut and Ian Nickus. 전체 작곡: Shankar–Ehsaan–Loy
| #  | 제목                             | 가수 | 재생 시간 |
| -- | -------------------------------- | --- | --------- |
| 1. | 〈Delhi Safari〉                 | Vanessa Williams, Keri Larson, Tom Kenny, John Fluker, Carlos Alazraqui, Tara Strong, Alvin Chea, Fred Tatasciore and Christine Miller | 4:17      |
| 2. | 〈To Forgive... To Forget〉      | Vanessa Williams, John Fluker | 2:10      |
| 3. | 〈All Day Party, Dance〉         | Tom Kenny, John Fluker, Carlos Alazraqui, Alvin Chea, Christine Miller, Keri Larson                                                    | 3:23      |
| 4. | 〈We're on Our Way Now〉         | Vanessa Williams, Christine Miller, Tom Kenny, Keri Larson, John Fluker, Alvin Chea, Carlos Alazraqui                                  | 2:14      |
| 5. | 〈A Mighty Forest There is Not〉 | Brian George | 3:05      |
| 6. | 〈Alex's Song〉                  | Tom Kenny | 1:10      |